# Philipp Johann Ferdinand Schur
Philipp Johann Ferdinand Schur (ur. 18 lutego 1799 w Królewcu, zm. 27 maja 1878 w Bielsku) – niemiecki botanik, farmaceuta, chemik i fabrykant.

## Życiorys
Schur urodził się w Królewcu jako syn mistrza guzikarskiego. W wieku 10 lat zaczął uczęszczać do gimnazjum katedralnego w Knipawie. Kiedy zostało ono przekształcone w wyższą szkołę mieszczańską, postanowił przygotowywać się do egzaminów na studia prywatnie. Możliwości finansowe rodziny nie były jednak ku temu wystarczające, wybrał więc zawód farmaceuty i rozpoczął praktykę w aptece Wegenerów w Gierdawach. W tym czasie stworzył zielnik zawierający około 600 gatunków roślin. W 1819 r. zdał egzamin na pomocnika aptecznego. W kolejnych latach pracował w aptekach w Królewcu, Rybakach, Elblągu i Gdańsku.
W 1825 r. powrócił na stałe do Królewca i rozpoczął czteroletnie studia w dziedzinie farmacji i chemii na tamtejszej Albertynie, po czym kontynuował studia, rozszerzone o fizykę, mineralogię, zoologię, botanikę i filozofię, na Uniwersytecie Humboldtów w Berlinie. Jego nauczycielami byli w Królewcu m.in. Ernst Meyer i Friedrich Burdach, a w Berlinie Alexander von Humboldt i Eilhard Mitscherlich. Studia zakończył w 1831 r. uzyskując dyplom aptekarza I klasy, a w 1835 r. obronił na uniwersytecie w Jenie pracę doktorską Metamorphosis plantarum secundumsententiam hodie praevalentem expositaatque exemplis illustrata. Udzielał w tym czasie prywatnych lekcji z zakresu chemii, analizy chemicznej, farmacji i botaniki.

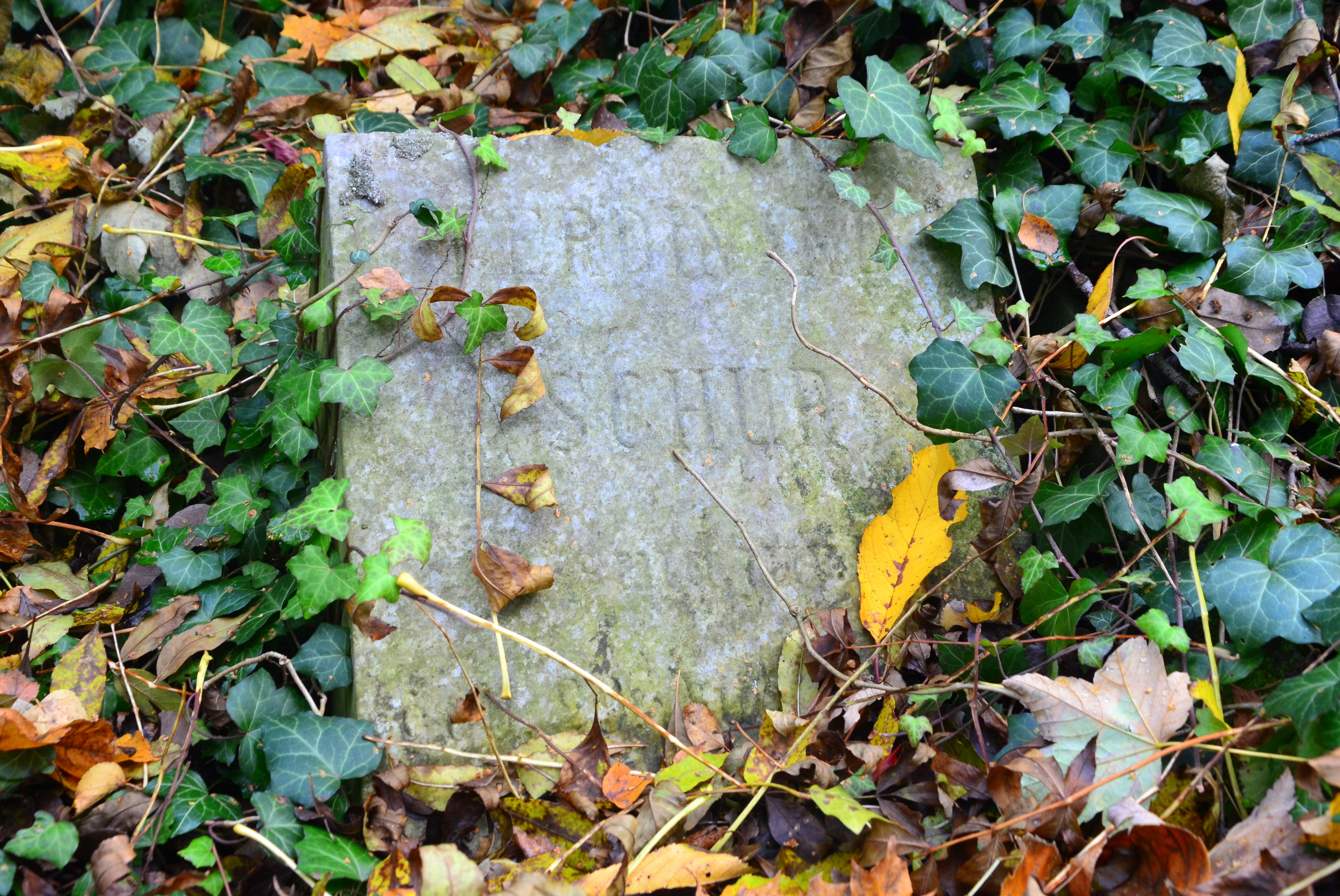
Grób Schura w Bielsku-Białej

Jednocześnie w 1831 r. przeniósł się do Austrii i rozpoczął pracę jako chemik w fabryce w Liesing, obecnie dzielnicy Wiednia. W 1839 r. założył zamkniętą po trzech latach fabrykę chemiczną w sąsiednim Inzersdorf, później podejmował zakończone niepowodzeniem inicjatywy przemysłowe w Preszburgu (Bratysławie) i Svätym Jurze, aż w 1845 r. przejął na osiem lat kierownictwo fabryki kwasu siarkowego w siedmiogrodzkim Sybinie. W latach 1853–1854 pracował jako nauczyciel chemii oraz przyrody w gimnazjum i szkole realnej w Braszowie. Potem powrócił do Wiednia poświęcając się opracowaniu dorobku naukowego poprzednich lat.
Borykając się z kłopotami finansowymi w 1861 r. sprzedał swoją kolekcję roślin uniwersytetowi we Lwowie, a w 1869 r. przeprowadził się do swojego syna – urodzonego w 1839 r. Ferdinanda Augusta Eduarda Schura, który był pastorem ewangelickim i w tym czasie prowadził parafię w Brnie. W 1870 r. obaj przenieśli się do nowego miejsca pracy syna, śląskiego Bielska (Bielsko-Biała). Osiem lat później Schur zmarł wskutek powikłań po zapaleniu płuc. Pochowany został na bielskim Starym Cmentarzu Ewangelickim.

## Działalność naukowa
Podczas pobytu w Siedmiogrodzie Schur odbył szereg podróży naukowych, w trakcie których zebrał ponad 50 tysięcy okazów roślin (będących w posiadaniu uniwersytetu we Lwowie), stanowiących podstawę dalszych jego badań. Około 2300 z nich pozyskał podczas podróży w lipcu i sierpniu 1853 r. odbywającej się na polecenie ówczesnego gubernatora prowincji, Karla zu Schwarzenberga, w towarzystwie młodego przyrodnika Eduarda Alberta Bielza, której opis ukazał się drukiem w 1859 r.
W 1866 r. ukazało się najważniejsze jego dzieło: Enumeratio plantarum Transilvaniae exhibens: stirpes phanerogamas sponte crescentes atque frequentius cultas, cryptogamas vasculares characeas stiam muscos hepaticasque – gruntowny opis flory Siedmiogrodu. Wcześniejszą ważną jego publikacją na ten temat było wydane w 1853 r. Sertum florae Transsilvaniae sive enumeratio systematica omnium plantarum, quae in Transsilvania sponte crescunt et in usu hominum copiosius coluntur.
Schur publikował także wiele artykułów w Österreichische botanische Zeitschrift. Zainicjował on powstanie w 1849 r. Siedmiogrodzkiego Towarzystwa Nauk Przyrodniczych w Sybinie, część jego prac ukazała się w wydawanym przez nie Verhandlungen und Mitteilungen des Siebenbürgischen Vereins für Naturwissenschaften.
Jako autor diagnoz taksonów oznaczany jest skrótem schur.

Wybrane taksony po raz pierwszy opisane przez Schura
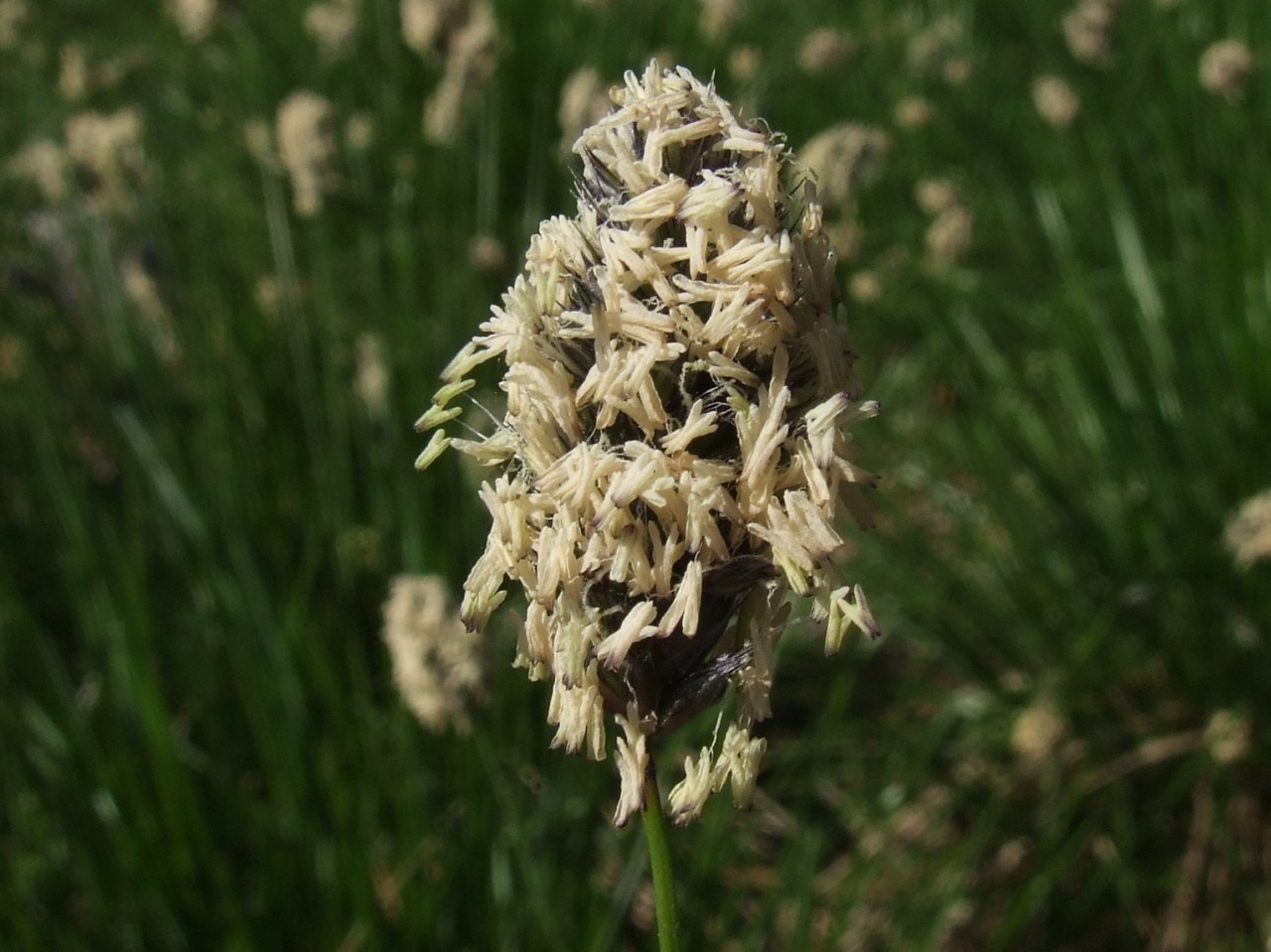
Sesleria heufleriana Schur
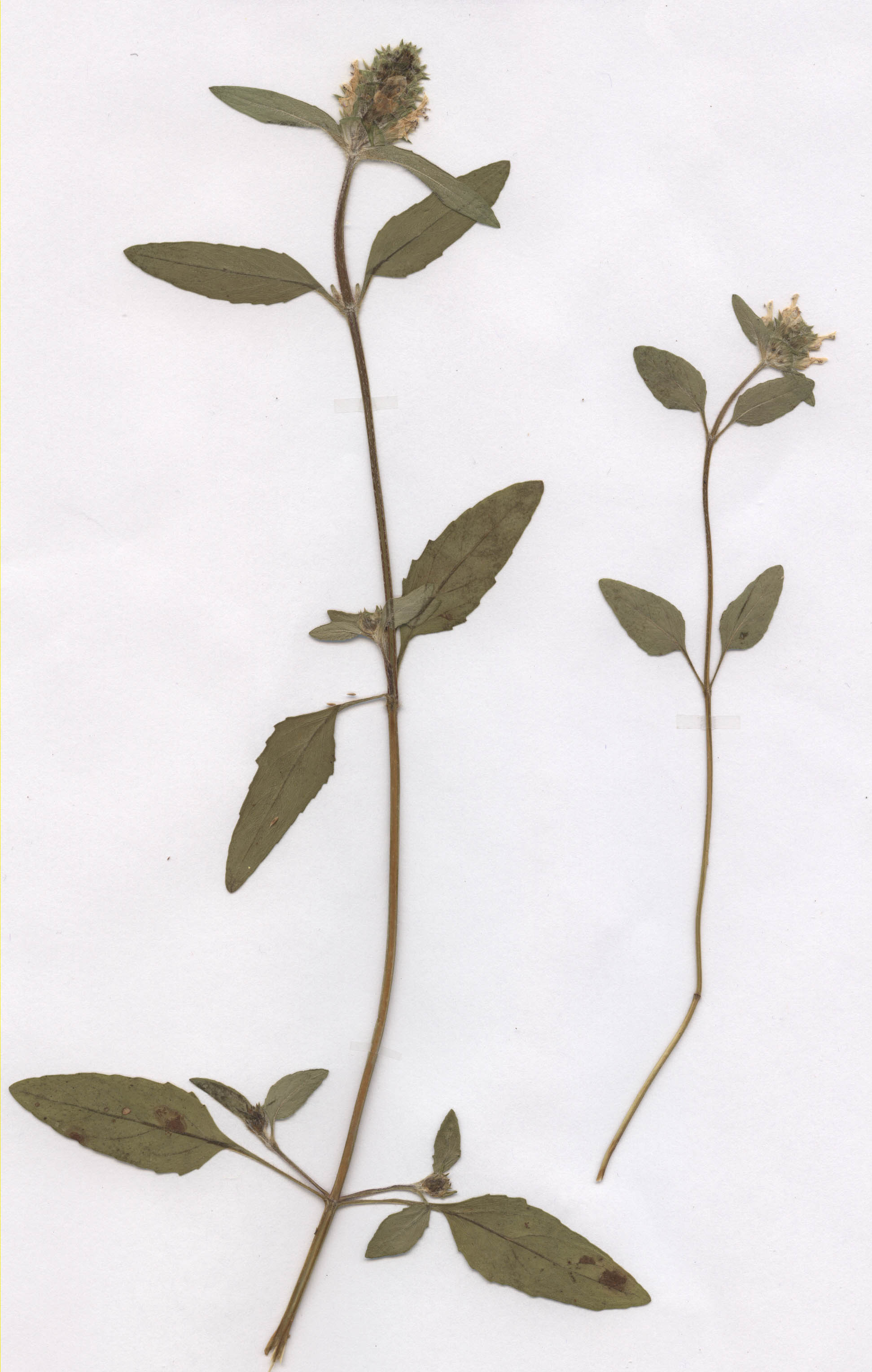
Prunella vulgaris f. leucantha Schur
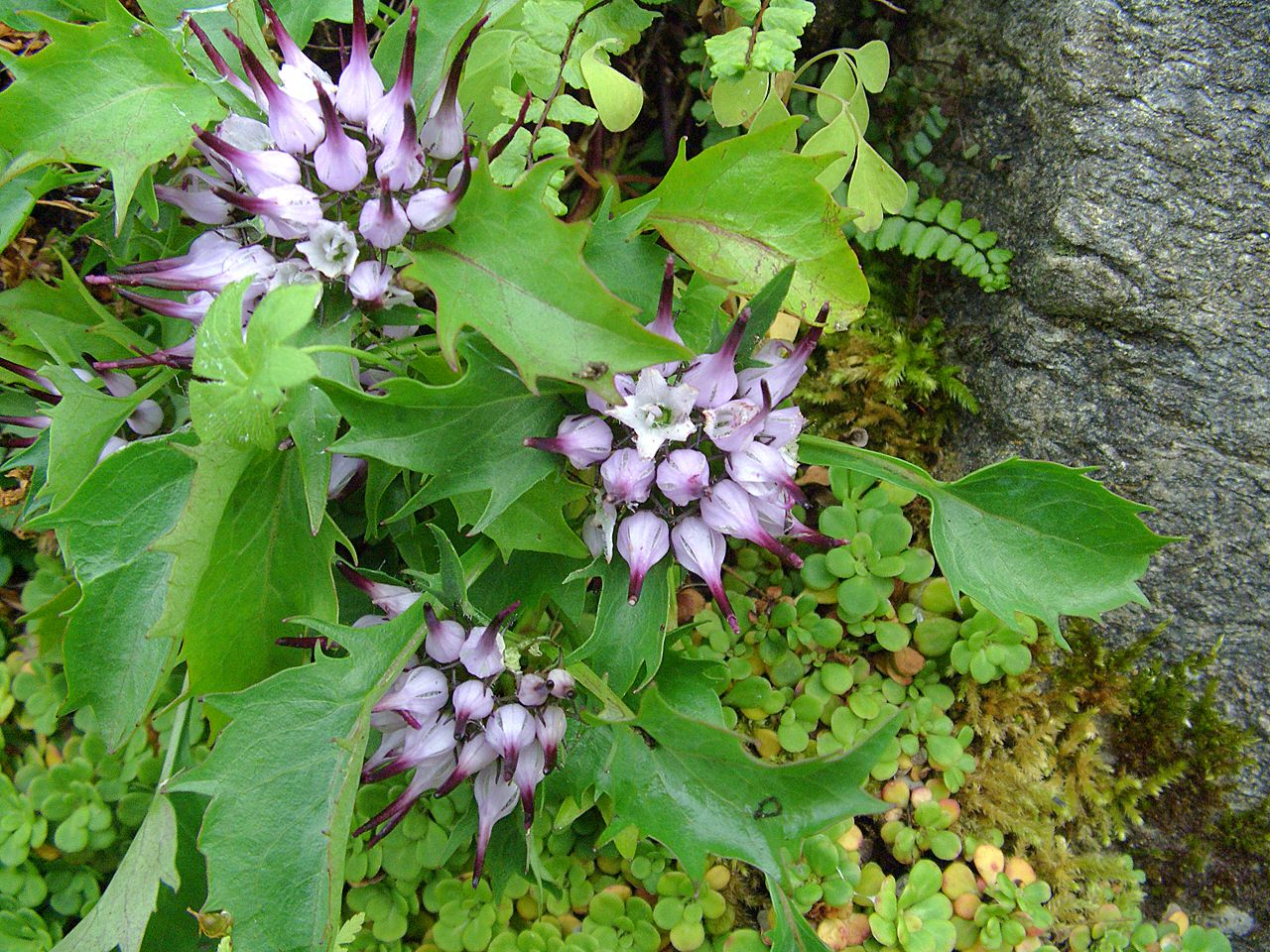
Physoplexis comosa (L.) Schur
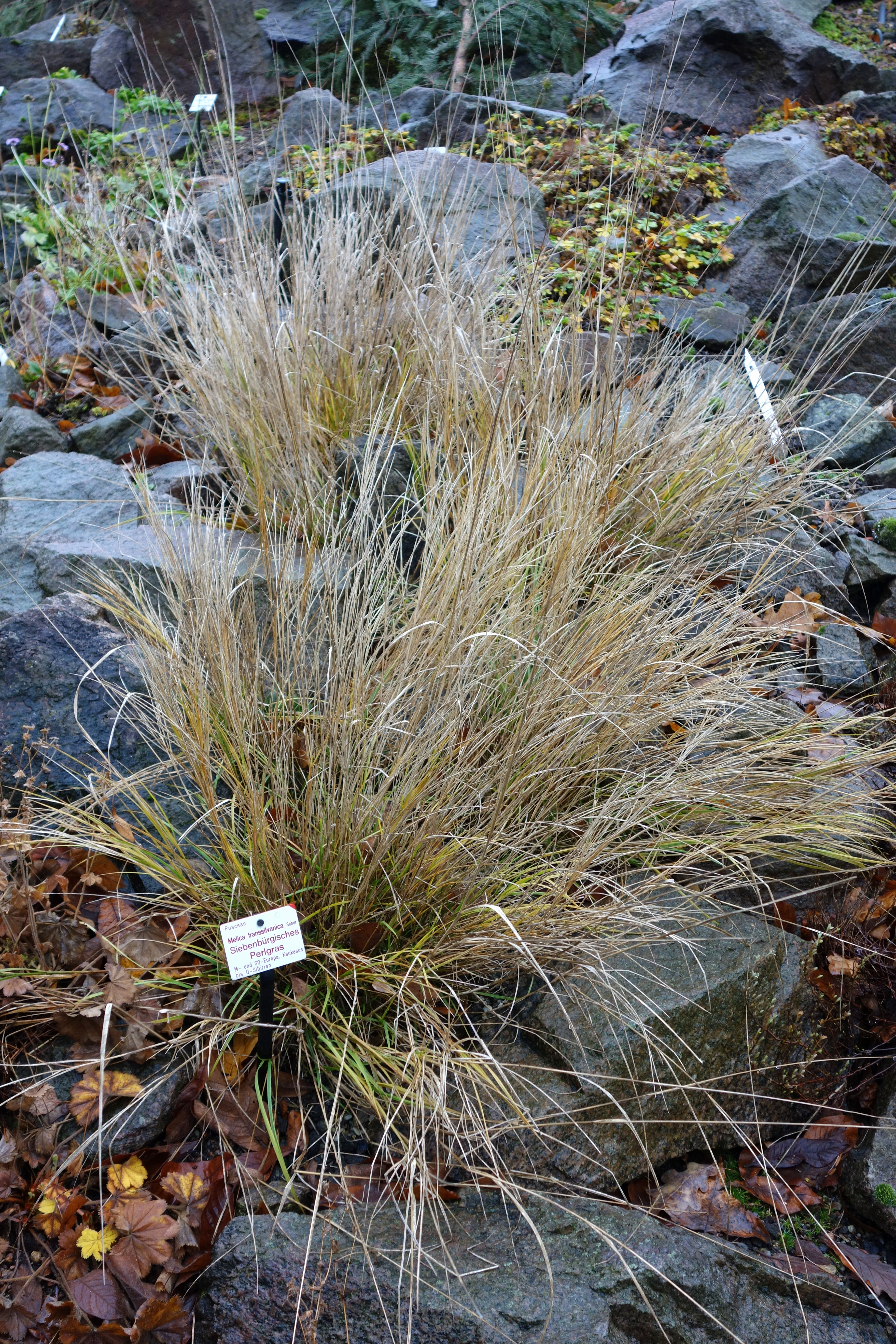
Melica transilvanica Schur
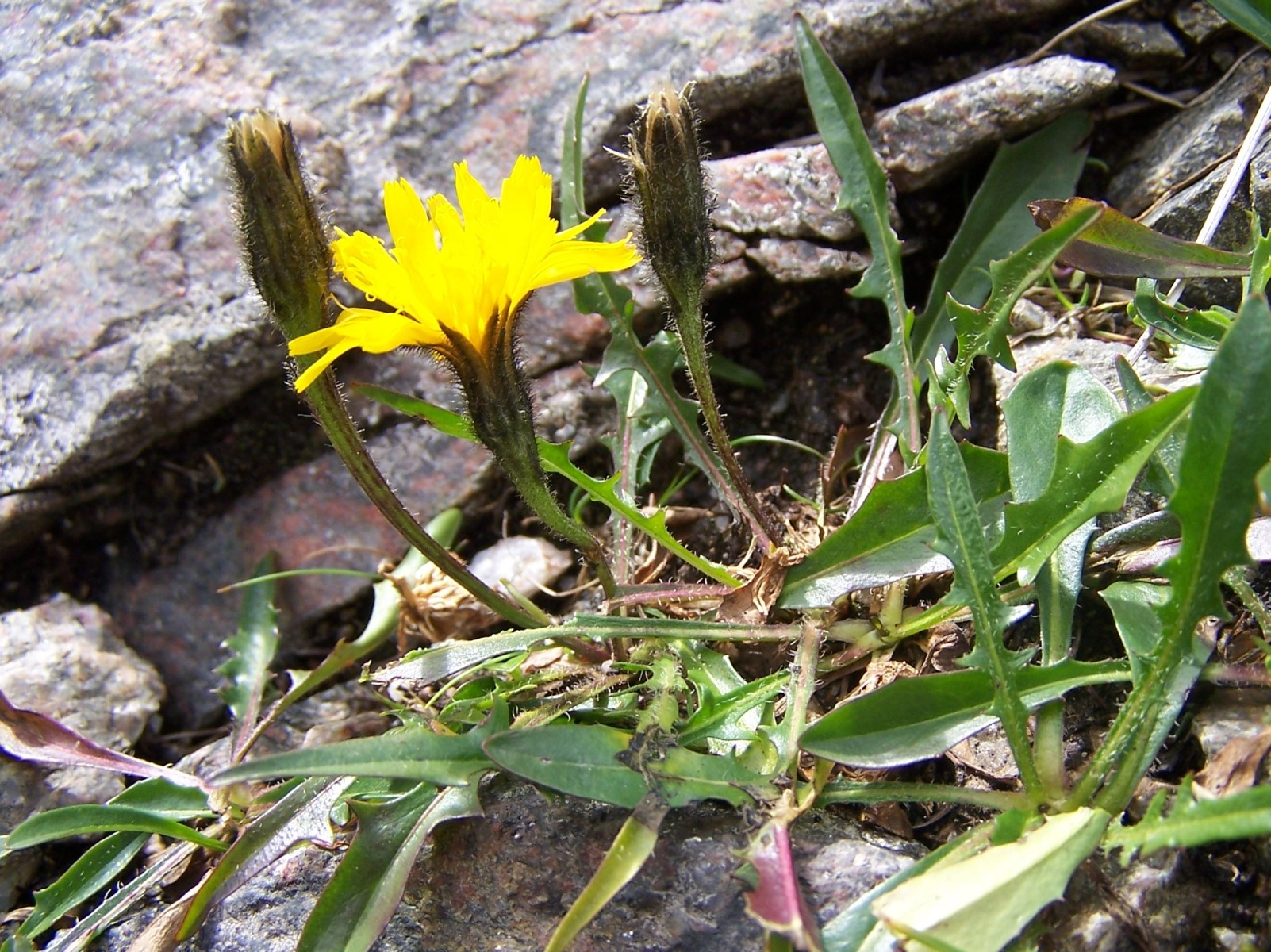
Leontodon pseudotaraxaci Schur